# Rio Aruângua
O Rio Aruângua, também conhecido como Luangua (em inglês como Luangwa) é um rio afluente do rio Zambeze que corre na sua quase totalidade na Zâmbia, excepto no seu troço final em que faz de fronteira entre este país e Moçambique, na província de Tete. O ponto mais ocidental de Moçambique é a confluência do Aruângua com o Zambeze na vila do Zumbo.
Durante algumas épocas do ano hipopótamos e elefantes atravessam o rio. O rio inunda geralmente no período chuvoso (dezembro a março) e depois cai consideravelmente na estação seca. É um dos maiores rios inalterados na África Austral a aproximadamente 50.000 km2 que compõem o vale circundante são o lar de uma abundante vida selvagem.